# Орбелски триод
Орбелският триод e среднобългарски книжовен паметник от втората половина на XIII век. Има 241 + 4 пергаментни листа.
Името си носи от село Орбеле, днес Албания, където е намерен. Произхожда от Охридската книжовна школа. Ръкописът е постен и цветен триод (триод-пентикостар). Според Стефан Кожухаров в текста за пръв път се среща системно записване на нотирани за пеене срички с разтегнато писмо. Това означава повторение на гласната, върху която определен музикален елемент е изпят. Текстът в ръкописа е даден, както би се изпълнявал при пеене – в литургическо произношение. В 4 песнопения в триода има отбелязана гласова модулация, което е голяма рядкост в славянските ръкописи.
Ръкописът попада в ръцете на Стефан Веркович през 1873 година. Днес той се пази в Руската национална библиотека в Петербург (№№ F.п.I.102, Вяз. F.124/4, Вяз. F.124/10).